# Trévillach
Trévillach (occitansk: Trevilhac, catalansk: Trevillac) er en by og kommune i departementet Pyrénées-Orientales i Sydfrankrig.

## Geografi
Trévillach ligger i Fenouillèdes 37 km vest for Perpignan. Nærmeste byer er mod nord Trilla (8 km), mod sydøst Montalba-le-Château (4 km) og mod sydvest Tarerach (6 km).

## Demografi

### Udvikling i folketal
| 1962                                                              | 1968 | 1975 | 1982 | 1990 | 1999 | 2007 | 2012 | 2017 |
| ----------------------------------------------------------------- | ---- | ---- | ---- | ---- | ---- | ---- | ---- | ---- |
| 149                                                               | 139  | 137  | 109  | 92   | 76   | 111  | 134  | 157  |
| Tal fra og med 1962 er uden dobbelttælling (sans doubles comptes) |      |      |      |      |      |      |      |      |